# Friedrich Anton (Schwarzburg-Rudolstadt)

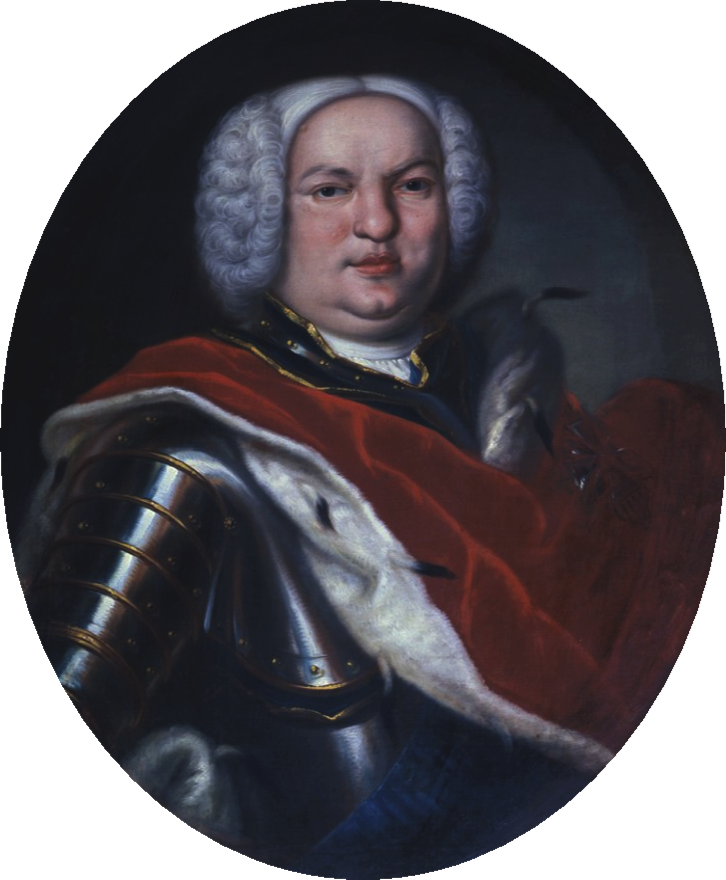
Friedrich Anton von Schwarzburg-Rudolstadt

Friedrich Anton von Schwarzburg-Rudolstadt (* 14. August 1692 in Rudolstadt; † 1. September 1744 ebenda) war von 1718 bis 1744 regierender Fürst von Schwarzburg-Rudolstadt aus dem Haus Schwarzburg.

## Leben
Friedrich Anton von Schwarzburg-Rudolstadt war der älteste Sohn des Fürsten Ludwig Friedrich I. von Schwarzburg-Rudolstadt und dessen Gemahlin Anna Sophie, geborene Prinzessin von Sachsen-Gotha-Altenburg. Er hatte neben neun Schwestern noch drei Brüder, wurde aber durch die 1713 in den Schwarzburger Fürstentümern eingeführte Primogenitur in Rudolstadt 1718 allein regierender Herr. Die Erziehung des Erbprinzen wurde vor allem von den Großeltern, Graf Albert Anton und dessen Ehefrau, organisiert. Friedrich Anton wurde zum Glauben angehalten und in einer Vielzahl von Wissenschaften ausgebildet. Besonders hat sich der Prinz für die Dichtkunst begeistert und verfasste selbst Gedichte.
Zwischen 1716 und 1731 kam es zum Bulisiusschen Landstreit. Dieser ist nach dem Wittenberger Rechtsanwalt Johann Georg Bulisius benannt. Im Fürstentum sollten die Steuern erhöht werden. Deshalb kam es ab 1716 zu Unruhen. Das Volk wehrte sich mit juristischen Mitteln dagegen und verlangte die Minderung der Steuern. Ein Richterspruch 1731 fiel im Sinne des Fürstenhauses aus, und die Untertanen konnten ihre Forderungen nicht durchsetzen. Der Fürst sprach zur Herstellung des inneren Friedens im Volke eine Amnestie aus. Die Gefahr von erneuten Aufständen blieb.
Friedrich Anton nahm die Regierungsgeschäfte kaum wahr. Kanzler Georg Ulrich von Beulwitz trug die alleinige Verantwortung. Diese Tatsache war im Volke wohlbekannt. Der Landesherr äußerte sich über die Macht seiner hohen Beamten durchaus kritisch. Auch vertrat der Fürst die Auffassung, es hätte in der Vergangenheit Defizite bei der Behandlung der Untertanen gegeben. 1727 erteilte Friedrich Anton zwei jüdischen Familien in Immenrode in der Unterherrschaft des Fürstentums einen Schutzbrief. Bis 1737 konnten sich hier weitere neun Familien niederlassen, wonach sich der Ort zur größten jüdischen Gemeinde des Fürstentums im 18. und 19. Jahrhundert entwickelte. 1732 kamen in Rudolstadt 2.000 Salzburger Exulanten an, die mit Glockengeläut empfangen, verköstigt und beherbergt wurden. In Gegenwart des Fürstlichen Hofes wurde in der Stadtkirche ein Gottesdienst für die evangelischen Glaubensflüchtlinge abgehalten, die danach hauptsächlich über Uhlstädt weiterzogen. Mit diesen Handlungen entsprach Friedrich Anton dem schriftlichen Wunsch von König Friedrich Wilhelm I. von Preußen, der durch sein Emigrationspatent von 1731 und sein Einladungspatent von 1732 die Salzburger nach Preußen rief und den Fürsten gebeten hatte, den armen Emigranten Obdach und Haußmannskost zu reichen. Das Ausmaß der Aufwendungen wird erst ersichtlich, wenn man den Exulanten, die in Zügen von rund 1.000 Personen eintrafen, die Einwohnerzahl von Rudolstadt gegenüberstellt, die sich 1732 auf nur 540 Personen belief.
Friedrich Anton hatte verschiedene Schicksalsschläge zu verarbeiten. Seine Ehefrau Sophie Wilhelmine verstarb 1727. Sein Bruder Prinz Wilhelm Ludwig machte stets Schulden, was den Fürsten indirekt betraf. Zudem brachen sowohl 1726 auf Schloss Schwarzburg und 1735 auf Schloss Heidecksburg Feuer aus. Die entstandenen Kosten waren erheblich. Der Schlossbrand im Juli 1735 hatte zwei Flügel der Heidecksburg erfasst, die bis zum Erdgeschoss niederbrannten. Friedrich Anton ließ ab Mai 1737 einen repräsentativen Neubau mit dem Großen Saal errichten. 1741 wurde das Brustbild des Fürsten über dem Haupttor des Schlosshofes angebracht und die Bauarbeiten 1744 abgeschlossen.
Der Fürst starb am 1. September 1744. Die Fertigstellung des Westflügels von Schloss Heidecksburg im November 1744 konnte Friedrich Anton nicht mehr erleben.

## Ehen und Nachkommen

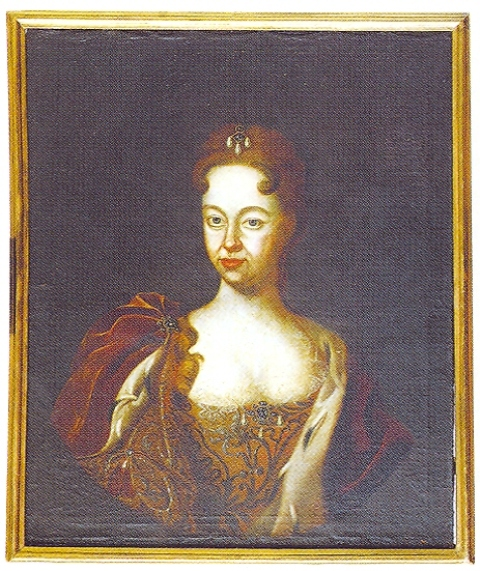
Sophie Wilhelmine von Sachsen-Coburg-Saalfeld

Fürst Friedrich Anton heiratete am 8. Februar 1720 in Saalfeld Prinzessin Sophie Wilhelmine von Sachsen-Coburg-Saalfeld (1693–1727). Aus dieser Ehe entstammen folgende drei Kinder:
- Johann Friedrich I. (1721–1767), Fürst von Schwarzburg-Rudolstadt

⚭ 1744 Prinzessin Bernhardine von Sachsen-Weimar-Eisenach (1724–1757)
- Sophie Wilhelmine (*/† 1723)
- Sophie Albertine (1724–1799)

In zweiter Ehe war Friedrich Anton seit 6. Januar 1729 mit Prinzessin Christina Sophia von Ostfriesland (1688–1750), Tochter von Fürst Christian Eberhard von Ostfriesland, verheiratet. Diese Ehe blieb kinderlos.